# César Brañas
César Brañas (Antigua Guatemala, 13 de diciembre de 1899-Ciudad de Guatemala, 22 de febrero de 1976) fue un periodista, ensayista, crítico literario y poeta guatemalteco. Como periodista, colaboró durante años en el periódico El Imparcial en donde estaba a cargo de la sección cultura y escribía una columna para compartir sus pareceres sobre cuestiones literarias y artísticas. Murió tras sufrir serias heridas durante el terremoto de 1976, que destruyó parcialmente a Guatemala y heredó su biblioteca y residencia a la Universidad de San Carlos de Guatemala.

## Biografía
Brañas era hijo de Antonio Brañas Fernández y de Rafaela S. Guerra. Estudió en el Instituto Nacional Central para Varones. Sus primeros artículos los publicó en las revistas Semanario, El Pabellón Escolar y El Independiente. Entre 1917 y 1920 vivió en varios países europeos, en especial, España y Francia. A su retorno a Guatemala tras el derrocamiento del presidente Manuel Estrada Cabrera se inició como redactor del Diario de Centro América. 
Brañas fue miembro de la Generación del 20 y además de escribir poesía, novela y cuento, también cultivó el ensayo filosófico, la crítica literaria y la crónica periodística.
El 16 de junio de 1922, Alejandro Córdova, junto con Brañas, Rafael Arévalo Martínez, Carlos Wyld Ospina, Luz Valle y el poeta colombiano Porfirio Barba Jacob fundaron el periódico El Imparcial. Poco después, se unieron como colaboradores del periódico Miguel Ángel Asturias y David Vela; el logo del periódico era un quetzal estilizado, obra de Carlos Mérida. Su ideario contemplaba: no servir como órgano de partido político alguno, no recibir subvenciones ni ayuda oficial, mantener y defender la libertad de expresión del pensamiento.  Brañas fungió primero como jefe de redacción y posteriormente como director.
La existencia de El Imparcial en la historia del periodismo guatemalteco está marcada, principalmente, por la página literaria que dirigió el poeta Brañas, y en la cual colaboraron muchos de los más calificados escritores guatemaltecos y extranjeros.

### Participación en la caída de Jorge Ubico

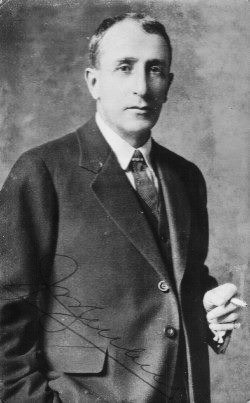
General Jorge Ubico Castañeda, presidente de Guatemala entre 1931 y 1944.

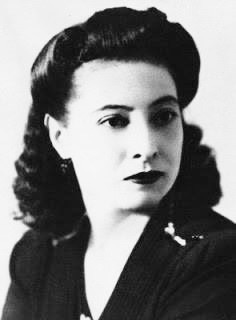
Profesora María Chinchilla Recinos en 1940. Su muerte violenta durante la manifestación luctuosa del 25 de junio de 1944 precipitó los acontecimientos que resultaron en la renuncia del presidente Ubico Castañeda el 1.° de julio de 1944.

El 22 de junio de 1944, luego de más de un mes de protestas en contra del gobierno del general Jorge Ubico, un documento firmado por 311 individuos, entre quienes estaba César Brañas, fue enviado al presidente tras la supresión de las garantías constitucionales que éste ordenó tras las protestas.  Se reproduce a continuación por su importancia histórica:
| Señor Presidente de la República: Los suscritos ciudadanos guatemaltecos, en ejercicio del derecho garantizado por el artículo 22 de la Constitución de la República, nos dirigimos a usted con las protestas de nuestro mayor respeto y exponemos: El día de hoy promulgó su gobierno el Decreto No 3114 que restringe las garantías constitucionales. La parte considerativa de esta disposición consiga que elementos disociadores de tendencias nazi-facistas perturban gravemente la paz de la República procurando obstaculizar al gobierno el mantenimiento del orden. Es por todos conocida la génesis de ese Decreto, y la propia Secretaría Presidencial, en un boletín dado a publicidad en la prensa, la funda en la acción de problemas de orden interno de la Universidad. La opinión pública espontáneamente se ha solidarizado con las aspiraciones de los estudiantes en esta hora trágica en que la flor de la juventud de los países libres ofrendan sus vidas en defensa de los altos ideales de la humanidad y de la democracia, a cuya causa está afiliada nuestra patria.Es por ello doloroso ver que el Primer Magistrado de la Nación, sin duda basado en informaciones inexactas, tendenciosas e interesadas, haya lanzado a la juventud el grave cargo de nazi-fascismo. La juventud, señor Presidente, jamás vibra al impulso de mezquinas tendencias y por el contrario, interpreta y encarna los ideales más limpios y las más nobles aspiraciones. La de Guatemala no es en este caso una excepción. Convencidos de la pureza de los ideales de la juventud universitaria guatemalteca, nos sentimos obligados, como ciudadanos conscientes a solidarizarnos plenamente con sus legitimas aspiraciones. Es así como movidos tan sólo por nuestro fervoroso patriotismo venimos a rogar la ilustrada atención de usted acerca de los apremios de la hora actual y del imperativo del deber, sentido por todos, de que el gobierno se encauce hacia metas prometedoras que aseguren el derecho y satisfagan las legítimas aspiraciones de la familia guatemalteca. El decreto de suspensión de garantías ha venido a crear una situación de intranquilidad y zozobra que agudiza la angustia de la hora en que vive la humanidad, en vez de asegurar la paz y el orden que pareció inspirarlo. La restricción de garantías crea una situación de hecho, en la cual el pueblo carece de medios legales para manifestar sus justos anhelos y es susceptible de provocar consecuencias funestas que, como guatemaltecos conscientes, seríamos los primeros en deplorar. Ante un régimen de derecho, la ciudadanía actúa dentro de la legalidad. Una situación de hecho engendra tarde o temprano, un reacción de violencia. Con toda hidalguía reconocemos que la actual administración presidida por usted, ha hecho, en lo material, obra constructiva. Empero, su labor, como todo lo humano, no ha llegado a satisfacer muchas aspiraciones populares por falte de medios de libre expresión. Alrededor de los gobernantes actúan y medran fuerzas burocráticas e intereses creados que se fortalecen con el transcurso de los años, y que llevan al mandatario visiones falseadas de la realidad ambiente. Por esta razón debe desconfiarse siempre de las “adhesiones” que, nacidas del temor o del interés, llegan hasta el gobernante a través del mecanismo oficial, las cuales jamás presentan el auténtico “sentimiento popular”. Seguramente corresponderá a usted, aquilatar muy pronto el valor de tales “adhesiones” a diferencia de la genuina sinceridad que nos anima. Guatemala no puede substraerse a los imperativos democráticos de la época. Es imposible frustrar con medidas coercitivas los incontenibles impulsos de la generosa ideología que está reafirmándose en la conciencia universal a través de la más sangrienta de las luchas libradas entre la opresión y la libertad. Estamos seguros, Señor Presidente, que su espíritu comprensivo acogerá la presente gestión con el mismo interés patriótico que nos mueve a dirigírsela, confiados en el, pedimos lo siguiente: 1o. El restablecimiento de las garantías suspendidas, para que el pueblo pueda gozar, sin demora, de la plenitud de sus derechos constitucionales; y 2o. Dictar las disposiciones pertinentes a fin de que tales garantías tengan plena efectividad. Guatemala, 22 de junio de 1944. |

Este memorial fue redactado en casa del doctor el Dr. Julio Bianchi y además de Brañas, entre los firmantes estaban:
- José Azmitia
- Eduardo Cáceres Lehnhoff
- Manuel Galich
- Flavio Herrera
- Julio César Méndez Montenegro
- Dr. Carlos Federico Mora
- Lic. David Vela[9]

Ubico no respondió favorablemente a este memorando, atacando a las manifestaciones que se realizaron el 25 de junio de ese año y que se saldaron con el fallecimiento de varias personas, entre ellas la maestra María Chinchilla Recinos.  La muerte de Chinchilla aceleró los acontecimientos, dado la fuerte presencia del magisterio en los movimientos en contra de Ubico, y resultó en la renuncia del presidente el 1.° de julio de 1944.

### Tras la caída de Jorge Ubico
Tras la muerte de su amigo y compañero de generación Ramón Aceña Durán, Brañas publicó «Itinerario de Ramón Aceña Durán» -1946-, como prólogo de las obras completas de éste luego de su fallecimiento en 1945.
Aunque su poesía es una de las más valiosas de las letras guatemaltecas, él sabía que este género literario no era apreciado en su país y por ellos sus obras tenían un tiraje minúsculo; incluso, regalaba sus libros en vez de ponerlos a la venta.

## Muerte
Murió el 22 de febrero de 1976 tras sufrir serias heridas durante el terremoto de Guatemala del 4 de febrero de ese año y fue sepultado en su ciudad natal de Antigua Guatemala.  Heredó su biblioteca y residencia a la Universidad de San Carlos de Guatemala.

## Obras
La elegía poética que escribió en 1938, con ocasión de la muerte de su padre, titulada Viento Negro, se tiene como un modelo en su género.
En 2005 Francisco Morales Santos volvió a publicar casi toda su obra con el título Poesía esencial.

### Obras de Brañas
- Brañas, César (1928). Confines y problemas de la generación literaria del novecientos veinte. Guatemala: Unión Tipográfica.
- Brañas, César (2005).  Morales Santos, Francisco, ed. Poesía esencial (obras completas de César Brañas). Guatemala: Cultura. Archivado desde el original el 13 de junio de 2016. Consultado el 9 de diciembre de 2014.
- ----- (1946). Rafael Arévalo Martínez en su tiempo y en su poesía. Guatemala: Unión Tipográfica.